# Enrique Villaurrutia
Enrique Villaurrutia (ur. 24 kwietnia 1985) – kubański piłkarz występujący na pozycji pomocnika. Zawodnik klubu FC Cienfuegos.

## Kariera klubowa
Villaurrutia karierę rozpoczął w 2004 roku w zespole FC Cienfuegos. W 2008 roku, a także w 2009 roku zdobył z nim mistrzostwo Kuby.

## Kariera reprezentacyjna
W reprezentacji Kuby Villaurrutia zadebiutował w 2005 roku. W tym samym roku znalazł się w drużynie na Złoty Puchar CONCACAF, który Kuba zakończyła na fazie grupowej. Wystąpił na nim w spotkaniach z Stanami Zjednoczonymi (1:4), Kostaryką (1:3) i Kanadą (1:2).
W 2007 roku Villaurrutia ponownie został powołany do kadry na Złoty Puchar CONCACAF. Zagrał na nim w meczach z Meksykiem (1:2) i Hondurasem (0:5), a Kuba odpadła z turnieju po fazie grupowej.